# Duke of York eilanden
De Duke of York eilanden (als Duitse kolonie Neulauenburg genaamd) is een eilandengroep die ligt in de Bismarckzee, tussen de eilanden Nieuw-Brittannië en Nieuw-Ierland. De groep is deel van de Bismarck-archipel en behoort staatkundig tot Papoea-Nieuw-Guinea. De eilanden werden in 1767 vernoemd naar Eduard van York, een zoon van de Britse kroonprins Frederik.

## Geschiedenis
In de jaren 1870 en 1880 vestigden Duitse handelsposten zich in de Melanesië. In 1876 stichtte de firma van de Hamburger groothandelaar en verzamelaar van naturalia Johan Cesar Godeffroy er een eigen handelspost op de Duke of York Eilanden. Later ontstond in de Bismarckzee en een deel van het vasteland van Nieuw-Guinea een kolonie van het Duitse Rijk: Duits-Nieuw-Guinea. 

## Geografie
De archipel bestaat uit dertien eilanden die samen een oppervlakte van zestig vierkante kilometer hebben. Het grootste heet Duke of York; het is onregelmatig gevormd en is ongeveer acht kilometer lang en breed. De andere eilanden zijn veel kleiner; min of meer bewoond zijn Makada, Kabakon, Kerawara, Ulu, Mioko en Mualim. De eilanden liggen in een seismisch actief gebied en worden voortdurend bedreigd door tsunami's. Door hun lage ligging zijn ze ook gevoelig voor overstromingen door zeespiegelstijging als gevolg van klimaatverandering.